# Lijst van Stolpersteine in Wallonië

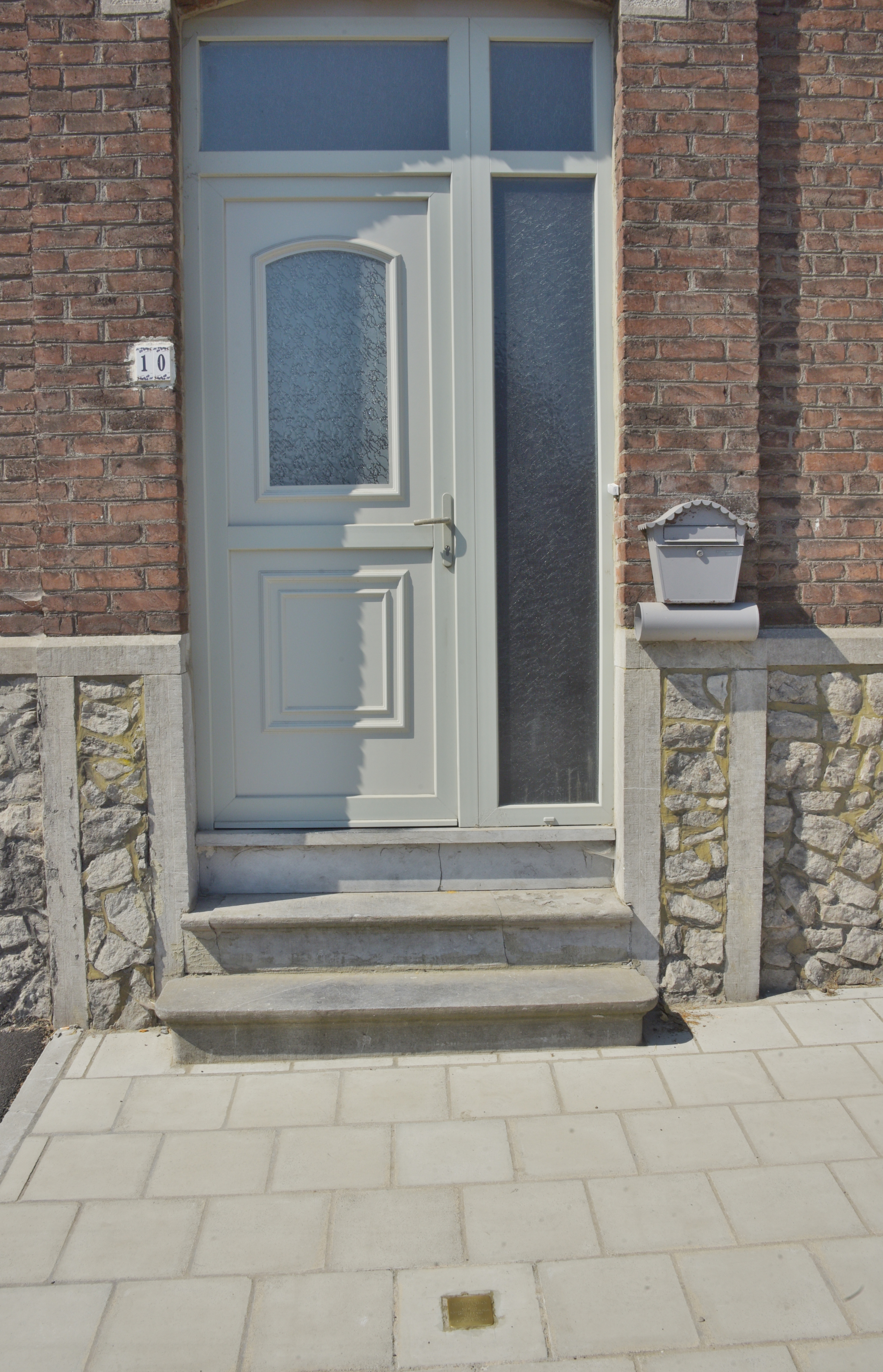
Stolperstein in Manage

De lijst van Stolpersteine in Wallonië geeft een overzicht van de gedenkstenen die in Waalse steden zijn geplaatst in het kader van het Stolpersteine-project van de Duitse beeldhouwer-kunstenaar Gunter Demnig. Stolpersteine worden ook wel struikelstenen, gedenkkasseien of pavés de mémoire genoemd. Omdat het Stolpersteine-project doorloopt, kan deze lijst onvolledig zijn.
Voor een overzicht van de Stolpersteine in andere gewesten, zie de lijst van Stolpersteine in het Brussels Hoofdstedelijk Gewest en de Lijst van Stolpersteine in Vlaanderen.

## Provincie Henegouwen

### Beaumont
Een Stolperstein in Beaumont, geplaatst op 10 februari 2018.
| Afbeelding | Inscriptie | Adres             | Herdachte persoon                    |
| ---------- | --- | ----------------- | ------------------------------------ |
|            | A SOLRE-SAINT-GÉRY HABITAIT HERMES JULIEN VERSTICHEL NÉ 1914 RÉSISTANT ARMÉE DES PARTISANS ARRÊTÉ 4.6.1944 DÉPORTÉ GROSS-ROSEN ASSASSINÉ FÉV. 1945 | Stadhuis Beaumont | Hermes Julien Verstichel (1914-1945) |

### Bergen
In Bergen (fr. Mons) liggen zes Stolpersteine op twee adressen.
| Afbeelding | Inscriptie | Adres              | Herdachte persoon                     |
| ---------- | --- | ------------------ | ------------------------------------- |
|            | ICI HABITAIT ALBERT BENRUBI NÉ 1918 GRECE DETENU JUILET 1942 MALINES DEPORTÉ 1942 AUSCHWITZ ASSASSINÉ                  | Rue de la Coupe 42 | Albert Benrubi (1918-1942/45)         |
|            | ICI HABITAIT MARIETTE BENRUBI NÉE 1924 GRECE DETENUE JUILET 1942 MALINES DEPORTÉE 1942 AUSCHWITZ ASSASSINÉE            | Rue de la Coupe 42 | Mariette Benrubi (1924-1942/45)       |
|            | ICI HABITAIT DELICIA BENRUBI-PESSAH NÉE 1889 GRECE DETENUE JUILET 1942 MALINES DEPORTÉE 1942 AUSCHWITZ ASSASSINÉE      | Rue de la Coupe 42 | Delicia Benrubi-Pessah (1889-1942/45) |
|            | ICI HABITAIT ALBERT GANZO NÉ 1928 ARRETE 7.10.1943 DETENU MALINES DEPORTÉ 1944 BUCHENWALD ASSASSINÉ JAN. 1945          | Rue des Fripiers 8 | Albert Ganzo (1928-1945)              |
|            | ICI HABITAIT JACQUES GANZO NÉ 1898 TURQUIE ARRETE 7.10.1943 DETENU MALINES DEPORTÉ 1944 BUCHENWALD ASSASSINÉ JAN. 1945 | Rue des Fripiers 8 | Jacques Ganzo (1898-1945)             |
|            | ICI HABITAIT RACHEL GANZO-BENRUBI NÉE 1900 GRECE ARRETÉE 7.10.1943 DETENUE MALINES DEPORTÉE 1944 RAVENSBRÜCK RESCAPÉE  | Rue des Fripiers 8 | Rachel Ganzo-Benrubi (1900-1945)      |

### Charleroi
De eerste Stolpersteine in Charleroi werden geplaatst op 23 juni 2012.
| Afbeelding | Inscriptie | Adres                                 | Herdachte persoon               |
| ---------- | --- | ------------------------------------- | ------------------------------- |
|            | ICI HABITAIT NUCHEM BIALEK NÉ 1898 ARRÊTÉ 1.8.1942 DÉTENU MALINES DÉPORTÉ 11.8.1942 AUSCHWITZ ASSASSINÉ 4.9.1942                       | Rue de la Régence 60                  | Nuchem Bialek (1898-1942)       |
|            | ICI HABITAIT ROSA BIALEK NÉE 1920 ARRÊTÉE 7.8.1942 DÉTENUE MALINES DÉPORTÉE 11.8.1942 AUSCHWITZ ASSASSINÉE                             | Rue de la Régence 60                  | Rosa Bialek (1920-1942/45)      |
|            | ICI HABITAIT FERNAND BLAMPAIN NÉ 1922 RESITANT ARRÊTÉ 22.12.1943 FUSILLÉ 16.2.1944 TIR NATIONAL                                        | Marcinelle, Rue Vital Françoisse 53   | Fernand Blampain (1922-1944)    |
|            | ICI HABITAIT EMILE DAUREL NÉ 1913 RESITANT ARRÊTÉ 16.2.1944 PENDU 25.2.1944 TIR NATIONAL                                               | Boulevard Paul Janson 34              | Emile Daurel (1913-1944)        |
|            | ICI HABITAIT ROBERT DELAHAYE NÉ 1925 RESITANT ARRÊTÉ 28.12.1943 FUSILLÉ 16.2.1944 TIR NATIONAL                                         | Marcinelle, Rue de Couillet 10        | Robert Delahaye (1925-1944)     |
|            | ICI HABITAIT HERSZ DOBRZINSKI NÉ 1924 POLOGNE RESITANT ARRÊTÉ 14.4.1943 BREENDONK FUSILLÉ 14.7.1943 TIR NATIONAL                       | Rue Chavannes 42                      | Hersz Dobrzinski (1924-1943)    |
|            | ICI HABITAIT NARCISSE EVRARD NÉ 1893 RESITANT ARRÊTÉ 28.11.1942 BREENDONK FUSILLÉ 16.7.1943 TIR NATIONAL                               | Gilly, Rue Narcisse Evrard 52         | Narcisse Evrard (1893-1943)     |
|            | ICI HABITAIT FRYMETA GINSBERG NÉE 1912 DÉTENUE 1943 MALINES DÉPORTÉE 1944 AUSCHWITZ ASSASSINÉE                                         | Marcinelle, Rue de l'Energie 64       | Frymeta Ginsberg (1912-1944/45) |
|            | ICI HABITAIT LOUIS HANNICK NÉ 1913 RESITANT ARRÊTÉ 3.10.1943 FUSILLÉ 16.2.1944 TIR NATIONAL                                            | Monceau-sur-Sambre, Rue Thiébaut 21   | Louis Hannick (1913-1944)       |
|            | ICI HABITAIT FELDON IZRAEL NÉ 1889 ARRÊTÉ 1.8.1942 DÉTENU MALINES DÉPORTÉ 11.8.1942 AUSCHWITZ ASSASSINÉ                                | Rue Chavanne 38                       | Feldon Izrael (1889-1942/45)    |
|            | ICI HABITAIT ABRAHAM KEUSCH NÉ 1919 ARRÊTÉ 1.8.1942 DÉTENU MALINES DÉPORTÉ 11.8.1942 AUSCHWITZ ASSASSINÉ 28.8.1942                     | Rue de la Régence 60                  | Abraham Keusch (1919-1942)      |
|            | ICI HABITAIT ABRAHAM KIBEL NÉ 1900 ARRÊTÉ 7.8.1941 DÉTENU CITADELLE HUY BREENDONCK 15.1.1943 ASSASSINÉ                                 | Rue Marie Danse 39                    | Abraham Kibel (1900-1943)       |
|            | ICI HABITAIT MAURICE LINGLART NÉ 1906 RESITANT ARRÊTÉ 2.2.1944 FUSILLÉ 16.2.1944 TIR NATIONAL                                          | Dampremy, Rue Hector Denis 72         | Maurice Linglart (1906-1944)    |
|            | ICI HABITAIT ACHILLE LOSCAUX NÉ 1919 RESITANT ARRÊTÉ 26.11.1942 FUSILLÉ 22.5.1944 TIR NATIONAL                                         | Dampremy, Chaussée de Bruxelles 126   | Achille Loscaux (1919-1944)     |
|            | ICI HABITAIT FELIX LUCKHAUS NÉ 1889 RÉSISTANT ARRÊTÉ 23.12.1943 FUSILLÉ 16.2.1944 TIR NATIONAL                                         | Marcinelle, Avenue de Philippeville 8 | Felix Luckhaus (1889-1942)      |
|            | ICI HABITAIT JOSEK MACHNOWSKI NÉ 1904 ARRÊTÉ 11.1.1943 DÉTENU MALINES DÉPORTÉ 15.1.1943 AUSCHWITZ ASSASSINÉ                            | Rue de la Régence 65                  | Josek Machnowski (1904-1943/45) |
|            | ICI HABITAIT OSCAR PETIT NÉ 1905 RÉSISTANT FRONT INDÉPENDANCE ARRÊTÉ 28.3.1944 DÉPORTÉ ELLRICH ASSASSINÉ 14.3.1945                     | Rue de la Régence 37                  | Oscar Petit (1898-1942)         |
|            | ICI HABITAIT EGLANTINE PETIT-PIERRE NÉE 1907 RÉSISTANTE FRONT INDÉPENDANCE ARRÊTÉE 28.3.1944 DÉPORTÉE RAVENSBRÜCK ASSASSINÉE 28.3.1945 | Rue de la Régence 37                  | Eglantine Petit (1907-1945)     |
|            | ICI HABITAIT HERSZEK ROJTMAN NÉ 1907 ARRÊTÉ 9.1942 DÉTENU PRISON CHARLEROI MALINES DÉPORTÉ 15.1.1943 AUSCHWITZ ASSASSINÉ               | Avenue Paul Janson 6                  | Herszek Rojtman (1907-1943/45)  |
|            | ICI HABITAIT RENÉ TOUSSAINT NÉ 1920 RÉSISTANT ARRÊTÉ 28.12.1943 FUSILLÉ 16.2.1944 TIR NATIONAL                                         | Roux, Rue du Préat 15                 | René Toussaint (1920-1944)      |
|            | ICI HABITAIT VALENTIN WATHELET NÉ 1919 RÉSISTANT ARRÊTÉ 1.10.1943 FUSILLÉ 16.2.1944 TIR NATIONAL                                       | Rue de la Cayauderie 188              | Valentin Wathelet (1919-1944)   |
|            | ICI HABITAIT MICHEL WISLITSKI NÉ 1898 TRAVAILLEUR FORCE DÉTENU FRANCE DÉPORTÉ 1942 AUSCHWITZ ASSASSINÉ                                 | Marcinelle, Rue de l'Energie 64       | Michel Wislitski (1898-1942/45) |

- 23 juni 2012: Avenue Paul Janson 6, Rue Marie Danse 39[2]
- 23 oktober 2013: Rue Chavanne 38, Rue de la Régence 60[2]
- 29 oktober 2014: Rue de l'Energie 64 (Marcinelle)[2]
- 15 februari 2015: Rue de la Régence 65[2]
- 10 februari 2018: Rue de la Régence 37[2][1]
- 9 oktober 2019: Avenue de Philippeville 8 (Marcinelle), Boulevard Paul Janson 34, Chaussée de Bruxelles 126 (Dampremy), Rue de la Cayauderie 188, Rue Chavannes 42, Rue de Couillet 10 (Marcinelle), Rue Hector Denis 72 (Dampremy), Rue Narcisse Evrard 52 (Gilly), Rue du Préat 15 (Roux), Rue Thiébaut 21 (Monceau-sur-Sambre), Rue Vital Françoisse 53 (Marcinelle)[4]

### Manage
Een Stolperstein in Manage, geplaatst op 10 februari 2018.
| Afbeelding | Inscriptie | Adres                                 | Herdachte persoon           |
| ---------- | --- | ------------------------------------- | --------------------------- |
|            | ICI HABITAIT FERNAND LALIEUX NÉ 1907 RÉSISTANT MOUVEMENT NATIONAL BELGE ARRÊTÉ 8.5.1944 DÉPORTÉ MAUTHAUSEN ASSASSINÉ AVRIL 1945 | Rue Fernand Lalieux 10 (Bois-d'Haine) | Fernand Lalieux (1907-1945) |

## Provincie Luik

### Eupen
Eupen is een Duitstalige stad en is de hoofdstad van de Duitstalige Gemeenschap. Daarom zijn de inscripties in het Duits. Vijf Stolpersteine op twee adressen, allemaal geplaatst op 20 oktober 2020.
| Afbeelding | Inscriptie | Adres                  | Herdachte persoon             |
| ---------- | --- | ---------------------- | ----------------------------- |
|            | HIER WOHNTE FRIEDRICH HENNES JG. 1895 EINGESPERRT 10.5.1940 VON BÜRGERN DER STADT IM RATHAUS GEFÄNGNIS AACHEN 1940 SACHSENHAUSEN ERMORDET 9.4.1941 | Simarstraße 124 Eupen  | Friedrich Hennes (1895-1941)  |
|            | HIER WOHNTE ESTERA ZYSLA SCHALIT GEB. DAFNER JG. 1908 VERSTECKT GELEBT LÜTTICH / VERVIERS BEFREIT / ÜBERLEBT                                       | Gospertstraße 54 Eupen | Estera Zysla Schalit (1908-)  |
|            | HIER WOHNTE ISRAEL SCHALIT JG. 1900 VERHAFTET 1942 ZITADELLE LÜTTICH INTERNIERT MECHELEN DEPORTIERT 1942 ERMORDET IN AUSCHWITZ                     | Gospertstraße 54 Eupen | Israel Schalit (1900-1942/45) |
|            | HIER WOHNTE JOSEPH MARKUS SCHALIT JG. 1932 VERSTECKT GELEBT VERVIERS BEFREIT / ÜBERLEBT                                                            | Gospertstraße 54 Eupen | Joseph Markus Schalit (1932-) |
|            | HIER WOHNTE ROSA SCHALIT JG. 1930 VERSTECKT GELEBT LÜTTICH / VERVIERS BEFREIT / ÜBERLEBT                                                           | Gospertstraße 54 Eupen | Rosa Schalit (1930-)          |

### Lontzen
Zeven Stolpersteine in Lontzen, geplaatst op 30 en 31 oktober 2022.
| Stolperstein | Inscriptie | Adres                            | Biografie                            |
| ------------ | --- | -------------------------------- | ------------------------------------ |
|              | HIER WOHNTE FRANZ KOCKARTZ JG. 1902 VERHAFTET 1940 ARBEITSLAGER AACHEN ERMORDET 5.6.1942 NEUENGAMME                                      | Merolser Straße 18 Lontzen       | Franz Kockartz (1902-1942)           |
|              | HIER WOHNTE MORITZ FRÖHLING JG. 1880 VERHAFTET 1942 SCHICKSAL UNBEKANNT                                                                  | Kirchbuschweg 89 Lontzen-Walhorn | Moritz Fröhling                      |
|              | HIER WOHNTE ROSALIA FRÖHLING GEB. MEYER JG. 1880 VERHAFTET 1942 SCHICKSAL UNBEKANNT                                                      | Kirchbuschweg 89 Lontzen-Walhorn | Rosalia Fröhling                     |
|              | HIER WOHNTE HERTHA JOSEPH GEB. FRÖHLING JG. 1912 VERHAFTET 1942 SCHICKSAL UNBEKANNT                                                      | Kirchbuschweg 89 Lontzen-Walhorn | Hertha Joseph geb. Fröhling (1912-?) |
|              | HIER WOHNTE JULIUS JOSEPH JG. 1906 VERHAFTET 1.5.1941 ARBEITSLAGER STOLBERG RHENANIASTRASSE DEPORTIERT 1942 ERMORDET 16.7.1942 AUSCHWITZ | Kirchbuschweg 89 Lontzen-Walhorn | Julius Joseph (1906-1942)            |
|              | HIER WOHNTE MARCEL JOSEPH JG. 1938 VERHAFTET 1942 SCHICKSAL UNBEKANNT                                                                    | Kirchbuschweg 89 Lontzen-Walhorn | Marcel Joseph (1906-)                |
|              | HIER WOHNTE SOHN JOSEPH JG. 1940/41 SCHICKSAL UNBEKANNT                                                                                  | Kirchbuschweg 89 Lontzen-Walhorn | Sohn Joseph (1940/41-)               |

### Luik
28 Stolpersteine op 13 adressen in Luik (fr. Liège, dt.: Lüttich) .
| Afbeelding | Inscriptie | Adres                                    | Herdachte persoon |
| ---------- | --- | ---------------------------------------- | --- |
|            | ICI HABITAIT ALEC BERGMAN NÉ 1931 RÉFUGIÉ PALAVAS-LES-FLOTS 1940-1942 CACHÉ IZIEU 1943 RESCAPÉ                                                                           | Rue Grétry 229 Liège / Luik              | Alex Bergman (1931–) |
|            | ICI HABITAIT MARCEL-MAJER BULKA NÉ 1930 POLOGNE DÉTENU RIVESALTES PALAVAS-LES-FLOTS ARRÊTÉ 6.4.1944 IZIEU DÉTENU MONTLUC ET DRANCY DÉPORTÉ 13.4.1944 ASSASSINÉ AUSCHWITZ | Rue des Champs 24 Liège / Luik           | Marcel-Majer Bulka (1930–1944/45) |
|            | ICI HABITAIT ALBERT BULKA NÉ 1939 POLOGNE DÉTENU RIVESALTES PALAVAS-LES-FLOTS ARRÊTÉ 6.4.1944 IZIEU DÉTENU MONTLUC ET DRANCY DÉPORTÉ 13.4.1944 ASSASSINÉ AUSCHWITZ       | Rue des Champs 24 Liège / Luik           | Albert Bulka (1939–1944/45) |
|            | ICI HABITAIT CHARLES FRYDMAN NÉ 1933 ARRETÉ 11.9.1942 DÉTENU MALINES DÉPORTÉ 1942 AUSCHWITZ ASSASSINÉ                                                                    | Rue Sainte-Marguerite 164 Liège / Luik   | Charles Frydman (1933–1942/45) |
|            | ICI HABITAIT DAVID FRYDMAN NÉ 1905 POLOGNE ARRETÉ AOUT 1942 ORGANISTATION TODT MUR ATLANTIQUE DÉPORTÉ AUSCHWITZ MARCHE DE LA MORT ASSASSINÉ                              | Rue Sainte-Marguerite 164 Liège / Luik   | David Frydman (1905–1944/45) |
|            | ICI HABITAIT FRAJDLA FRYDMAN NÉE 1928 POLOGNE ARRETÉE 21.10.1943 DÉTENUÉ CITADELLE LIÈGE, MALINES DÉPORTÉE 1944 AUSCHWITZ MARCHE DE LA MORT RESCAPÉE                     | Rue Sainte-Marguerite 164 Liège / Luik   | Frajdla Frydman (1928–) |
|            | ICI HABITAIT SZAJNDLA FRYDMAN NÉE 1930 POLOGNE ARRETÉE 11.9.1942 DÉTENUÉ MALINES DÉPORTÉE 1942 AUSCHWITZ ASSASSINÉE                                                      | Rue Sainte-Marguerite 164 Liège / Luik   | Szajndla Frydman (1930–1942/45) |
|            | ICI HABITAIT HENA FRYDMAN- KIERKOWSKI NÉE 1905 POLOGNE ARRETÉE 11.9.1942 DÉTENUÉ MALINES DÉPORTÉE 1942 AUSCHWITZ ASSASSINÉE                                              | Rue Sainte-Marguerite 164 Liège / Luik   | Hena Frydman-Kierkowski (1905–1942/45) |
|            | ICI HABITAIT CAROLINE GOLDSTEIN NÉE 1887 ARRÊTÉE 5.7.1944 INTERNÉE MALINES DÉPORTÉE 1944 AUSCHWITZ ASSASSINÉE                                                            | Rue Matrognard 7 Liège / Luik            | Caroline Goldstein (1887–1944/45) |
|            | ICI HABITAIT EMMA GOLDSTEIN NÉE 1876 ARRÊTÉE 5.7.1944 INTERNÉE MALINES DÉPORTÉE 1944 AUSCHWITZ ASSASSINÉE                                                                | Rue Edouard Remouchamps 27a Liège / Luik | Emma Goldstein (1876–1944/45) |
|            | ICI HABITAIT JACQUES GOLDSTEIN NÉ 1870 ARRÊTÉ 5.7.1944 INTERNÉ MALINES DÉPORTÉE 1944 AUSCHWITZ ASSASSINÉ                                                                 | Rue Edouard Remouchamps 27a Liège / Luik | Jacques Goldstein (1870–1944/45) |
|            | ICI HABITAIT CECILIA HELMANN NÉE 1924 ALLEMAGNE ARRETÉE 30.10.1942 DETENUÉ MALINES DEPORTÉE 1943 AUSCHWITZ ASSASSINÉE                                                    | Rue Roture 1 Liège / Luik                | Cecilia Helmann (1924–1943/45) |
|            | ICI HABITAIT EMILE NEMETH NE 1935 ARRETE 24.9.1942 INTERNE MALINES DEPORTE 1942 AUSCHWITZ ASSASSINE                                                                      | Rue Devant-les-Ecoliers 3 Liège / Luik   | Emile Nemeth (1935–1942/45) |
|            | ICI HABITAIT FRIEDA NEMETH NEE 1931 CACHEE SPA / BANNEUX RESCAPEE | Rue Devant-les-Ecoliers 3 Liège / Luik   | Frieda Nemeth (1931–) |
|            | ICI HABITAIT GILLES-JULES NEMETH NE 1933 ARRETE 24.9.1942 INTERNE MALINES DEPORTE 1942 AUSCHWITZ ASSASSINE                                                               | Rue Devant-les-Ecoliers 3 Liège / Luik   | Gilles-Jules Nemeth (1933–1942/45) |
|            | ICI HABITAIT STRUL NEMETH NE 1900 TCHECOSLOVAQUIE ARRETE 24.9.1942 MALINES DEPORTE 1942 AUSCHWITZ ASSASSINE                                                              | Rue Devant-les-Ecoliers 3 Liège / Luik   | Strul Nemeth (1900–1942/45) |
|            | ICI HABITAIT SURA FRYDLA NEMETH-SABOVITCH NEE 1905 TCHECOSLOVAQUIE ARRETEE 24.9.1942 MALINES DEPORTEE 1942 AUSCHWITZ ASSASSINEE                                          | Rue Devant-les-Ecoliers 3 Liège / Luik   | Sura Frydla Nemeth-Sabovitch (1905–1942/45) |
|            | ICI HABITAIT SEINDLA PAIUC NÉE 1914 BESSARABIE ARRÊTÉE 24.9.1942 DÉTENUE MALINES DÉPORTÉE 26.9.1942 AUSCHWITZ ASSASSINÉE 28.9.1942                                       | Rue de Waroux 17 Liège / Luik            | Seindla Paiuc, dochter van Moshé en Hava Tetelman, werd in 1914 geboren in Bessarabië. Zij woonde in Luik toen ze werd gearresteerd en werd vanuit Kazerne Dossin op 26 september 1942 gedeporteerd met konvooi XI richting Auschwitz, waar ze twee dagen later werd vermoord. |
|            | ICI HABITAIT MOJSZEK JACOB RINGELHEIM NE 1899 POLOGNE ARRETE ETE 1942 TRAVAIL FORCE MUR ATLANTIQUE DEPORTE 31.10.1942 AUSCHWITZ ASSASSINE                                | Rue Cours Saint Gilles 2 Liège / Luik    | Mojszek Ringelheim (1899–1942/45) |
|            | ICI HABITAIT BLANKA SABOVIC-OVA NEE 1919 TCHECOSLOVAQUIE ARRETEE JUIL. 1942 INTERNEE MALINES DEPORTEE 1942 AUSCHWITZ ASSASSINEE                                          | Rue Devant-les-Ecoliers 3 Liège / Luik   | Blanka Sabovic-Ova (1919–1942/45) |
|            | ICI HABITAIT ARON WOLFSON NÉ 1906 POLOGNE ARRÊTÉ 26.8.1942 INTERNÉ MALINES DÉPORTÉ 1942 AUSCHWITZ ASSASSINÉ                                                              | Rue Vinave D'Ile 16 Liège / Luik         | Aron Wolfson (1906–1942/45) |
|            | ICI HABITAIT BORUCH ZLOTNIK NÉ 1890 POLOGNE ARRÊTÉ 29.5.1941 DETENU BREENDONCK, MALINES DEPORTÉ 1942 AUSCHWITZ ASSASSINÉ                                                 | Rue Basse-Wez 289 Liège / Luik           | Boruch Zlotnik (1890–) |
|            | ICI HABITAIT LUDWIG ZUREK NÉ 1915 ALLEMAGNE TRAVAIL FORCE DANNES-CAMIER DETENU 28.10.1942 MALINES EVADÉ CONVOI XVI DETENU 15.1.1943 DEPORTÉ AUSCHWITZ RESCAPÉ            | Rue de la Sirène Liège / Luik            | Ludwig Zurek (1915–) |
|            | ICI HABITAIT ANNA-BELLA ZUREK-HELMANN NÉE 1920 ALLEMAGNE ARRETÉE 1943 DETENUÉ MALINES DEPORTÉ 1943 AUSCHWITZ ASSASSINÉE                                                  | Rue de la Sirène Liège / Luik            | Anna-Bella Zurek-Helmann (1920–1943/45) |

- Augustus 2010: Rue Matrognard 7[12]
- 20 juli 2011: Rue de Waroux 17
- 4 november 2015: Rue des Champs 24, Rue Grétry 229[13][14]
- 4 februari 2017: Rue Cours Saint Gilles 2, Rue Devant-les-Ecoliers 3,[15] Rue Vinave D'Ile 16
- 9 mei 2018: Rue Cours Saint Gilles 2 (re),[16] Rue Edouard Remouchamps 27a,[16] Rue Matrognard 7 (re), Rue Vinave D'Ile 16 (re), Rue de Waroux 17 (re)

### Pepinster
Een Stolperstein in Pepinster, geplaatst op 10 februari 2018.
| Afbeelding | Inscriptie | Adres        | Herdachte persoon |
| ---------- | --- | ------------ | --- |
|            | ICI HABITAIT LAURENT-JOSEPH DEGUELDRE NÉ 1904 ARRÊTÉ 29.5.1943 F\M\LE TRAVAIL 'NACHT UND NEBEL' DÉTENU CAMP D'ESTERWEGEN RESCAPÉ | Rue Neuve 27 | Laurent Joseph (Kik) Degueldre was dokter in Pepinster en woonde op nummer 27 in de rue Pepin. Hij was tijdens de oorlog actief in het verzet en bood samen met zijn echtgenote onderdak aan het joodse meisje Rose Micmacker. In mei 1943 werd hij gearresteerd tijdens een Nacht und Nebel-actie en gedeporteerd naar Kamp Esterwegen. Zijn Stolperstein werd geplaatst op het adres waar hij gearresteerd werd. Degueldre was lid van de loge Le Travail in Verviers en was in Esterwegen een van de zeven stichtende leden van Liberté Chérie. Op 19 december 2011 werden Laurent Degueldre en zijn echtgenote Maria Xhervelle door Yad Vashem erkend als Rechtvaardige onder de Volkeren. |

### Verviers
Een Stolperstein in Verviers.
| Stolperstein | Inscriptie | Adres                        | Biografie                    |
| ------------ | --- | ---------------------------- | ---------------------------- |
|              | ICI HABITAIT GEORGES SCAILLET NÉ 1906 RESISTANT ARRÊTÉ 23.10.1943 PRISON DE CHARLEROI TIR DE CHARLEROI FUSILLE 16.2.1944 | 9, rue Jules Renard Verviers | Georges Scaillet (1906-1944) |

## Provincie Luxemburg

### Aarlen
Acht Stolpersteine in Aarlen (Frans: Arlon) op zes adressen, plaatsingen op 29 april 2019.
| Afbeelding | Inscriptie | Adres                           | Herdachte persoon                      |
| ---------- | --- | ------------------------------- | -------------------------------------- |
|            | ICI HABITAIT LUCIEN BEHR NÉ 1869 ARRÊTÉ 20.3.1943 INTERNÉ MALINES DÉPORTÉ 1943 AUSCHWITZ ASSASSINÉ            | 26 Rue de Neufchâteau           | Lucien Behr (1869-1943/45)             |
|            | ICI HABITAIT JULIE BEHR-HOENEL NÉE 1871 ARRÊTÉE 20.3.1943 INTERNÉE MALINES DÉPORTÉE 1943 AUSCHWITZ ASSASSINÉE | 26 Rue du Neufchâteau           | Julie Behr-Hoenel (1871-1943/45)       |
|            | ICI HABITAIT CAMILLE CAHEN NÉE 1882 ARRÊTÉE 16.2.1943 INTERNÉE MALINES DÉPORTÉE 1943 AUSCHWITZ ASSASSINÉE     | 7 rue Léon Castilhon            | Camille Cahen (1882-1943/45)           |
|            | ICI HABITAIT IRMA CAHEN NÉE 1878 ARRÊTÉE 16.2.1943 INTERNÉE MALINES DÉPORTÉE 1943 AUSCHWITZ ASSASSINÉE        | 7 rue Léon Castilhon            | Irma Cahen (1878-1943/45)              |
|            | ICI HABITAIT ALICE CERF NÉE 1872 ARRÊTÉE 26.7.1944 INTERNÉE MALINES DÉPORTÉE 1944 AUSCHWITZ ASSASSINÉE        | 6 avenue Jean-Baptiste Nothomb  | Alice Cerf (1872-1944/45)              |
|            | ICI HABITAIT LUDWIG HOFFMANN NÉ 1903 ARRÊTÉ 15.8.1942 DÉPORTÉ 1942 AUSCHWITZ ASSASSINÉ                        | 26 Place du Docteur Hollenfeltz | Ludwig Hoffmann (1903-1942/45)         |
|            | ICI HABITAIT RUTH MICHEL NÉE 1926 ARRÊTÉE 12.8.1942 INTERNÉE MALINES DÉPORTÉE 1942 AUSCHWITZ ASSASSINÉE       | 103 Rue des Faubourgs           | Ruth Michel (1926-1942/45)             |
|            | ICI HABITAIT GIZELA SCHABES-TEICHNER NÉE 1904 POLOGNE ARRÊTÉE 12.2.1943 DÉPORTÉE 1943 AUSCHWITZ ASSASSINÉE    | 28 rue du Marché-au-Beurre      | Gizela Schabes-Teichner (1904-1943/45) |

## Provincie Namen

### Namen
Een Stolpersteine in Namen, geplaatst op 10 februari 2018.
| Afbeelding | Inscriptie                                                                                          | Adres                | Herdachte persoon        |
| ---------- | --------------------------------------------------------------------------------------------------- | -------------------- | ------------------------ |
|            | ICI HABITAIT EMILE PALATE NÉ 1900 RÉSISTANT ARRÊTÉ 12.8.1944 DEPORTÉ NEUENGAMME ASSASSINÉ 14.3.1945 | Allée du Parc Astrid | Emile Palate (1900-1945) |

### Sambreville
Een Stolpersteine in Sambreville, geplaatst op 10 februari 2018.
| Afbeelding | Inscriptie | Adres                          | Herdachte persoon           |
| ---------- | --- | ------------------------------ | --------------------------- |
|            | ICI HABITAIT THEODULE DUFAUX NÉ 1901 RÉSISTANT ARMÉE SECRÈTE ARRÊTÉ 17.3.1944 DEPORTÉ MITTELBAU-DORA ASSASSINÉ 9.3.1945 NORDHAUSEN | Rue du roi Albert 24 (Tamines) | Théodule Dufaux (1901-1945) |

## Provincie Waals-Brabant
In de Provincie Waals-Brabant zijn nog geen Stolpersteine geplaatst.
Stolpersteine in het Brussels Hoofdstedelijk Gewest

Anderlecht ·
Brussel Stad ·
Elsene ·
Etterbeek ·
Evere ·
Jette ·
Koekelberg ·
Oudergem ·
Schaarbeek ·
Sint-Agatha-Berchem ·
Sint-Gillis ·
Sint-Jans-Molenbeek ·
Sint-Joost-ten-Node ·
Sint-Lambrechts-Woluwe ·
Sint-Pieters-Woluwe ·
Ukkel ·
Vorst ·
Watermaal-Bosvoorde
Stolpersteine in Vlaanderen

Antwerpen ·
Beverlo ·
Brugge ·
Dendermonde ·
Gent ·
Herentals ·
Kortrijk ·
Leuven ·
Menen ·
Mol ·
Nieuwpoort ·
Sint-Niklaas ·
Sint-Truiden ·
Wichelen
Stolpersteine in Wallonië

Aarlen ·
Beaumont ·
Bergen ·
Charleroi ·
Eupen ·
Lontzen ·
Luik ·
Manage ·
Namen ·
Pepinster ·
Sambreville ·
Verviers